# Albertus Geldermans
Albertus "Ab" Geldermans (Beverwijk, 17 de marzo de 1935-20 de abril de 2025) fue un ciclista neerlandés, profesional entre 1959 y 1966 cuyos mayores éxitos deportivos los logró en 1962 al lograr una victoria de etapa en la Vuelta a España y liderar durante dos etapas el Tour de Francia. También destaca entre sus victorias la conseguida en la Lieja-Bastogne-Lieja del año 1960.

## Palmarés
| 1960 - Lieja-Bastoña-Lieja - Vuelta a Alemania, más 1 etapa - 2.º en el Campeonato de los Países Bajos en Ruta 1961 - Cuatro días de Dunkerque - Menton-Genova-Roma, más 2 etapas - 1 etapa de la Vuelta a los Países Bajos 1962 - Campeonato de los Países Bajos en Ruta - 1 etapa de la Vuelta a España - 1 etapa del Tour de l'Aude | 1963 - Manche-Océan - 1 etapa del Midi Libre 1965 - 1 etapa de la Vuelta a Andalucía 1966 - 1 etapa de la París-Niza |

## Resultados en las grandes vueltas
| Carrera         | 1958 | 1959  | 1960 | 1961 | 1962 | 1963 | 1964 | 1965 | 1966 | 1967 | 1968 |
| --------------- | ---- | ----- | ---- | ---- | ---- | ---- | ---- | ---- | ---- | ---- | ---- |
| Giro de Italia  | -    | -     | -    | -    | -    | -    | 37.º | -    | -    | -    | -    |
| Tour de Francia | -    | -     | 12.º | Ab.  | 5.º  | 24.º | 38.º | Ab.  | 57.º | -    | -    |
| Vuelta a España | 40.º | -     | -    | -    | 10.º | -    | -    | -    | -    | -    | -    |
| Mundial en Ruta | -    | '6.º' | 22.º | -    | -    | -    | 29.º | -    | -    | -    | -    |

-: no participa

Ab.: abandono